# Centropagidae
Centropagidae es una familia de calanoides.

## Géneros
- Boeckella Guerne & Richard, 1889
- Calamoecia Brady, 1906
- Centropages Krøyer, 1849
- Dussartopages Huys, 2009
- Gippslandia Bayly & Arnott, 1969
- Gladioferens Henry, 1919
- Guernella Giesbrecht in Giesbrecht & Schmeil, 1898
- Hemiboeckella Sars G.O., 1912
- Isias Boeck, 1865
- Karukinka Menu-Marque, 2003
- Limnocalanus Sars G.O., 1863
- Neoboeckella Bayly, 1992
- Osphranticum Forbes, 1882
- Parabroteas Mrázek, 1901
- Sinocalanus Burckhardt, 1913